# 津田沼車掌区
津田沼車掌区（つだぬましゃしょうく）は、千葉県船橋市にあった東日本旅客鉄道（JR東日本）千葉支社の車掌が所属する組織である。

## 歴史
- 1972年7月1日：開設（前日に両国車掌区が廃止されている）。
- 1991年3月16日：一部を分離し習志野運輸区を設置。
- 2007年3月18日：廃止。総武線各駅停車は習志野運輸区、総武快速線・しおさいは千葉車掌区に移管された[1][2]。